# Estisch voetbalelftal in 1991
Het Estisch voetbalelftal speelde in totaal twee officieuze interlands in het jaar 1991, vlak nadat het land zich onafhankelijk had verklaard van de Sovjet-Unie. Beide duels betroffen wedstrijden in de strijd om de Baltische Cup. De ploeg stond onder leiding van bondscoach Uno Piir. 

## Balans
| Wedstrijden | Wedstrijden | Wedstrijden | Wedstrijden | Doelpunten | Doelpunten | Doelpunten | Punten |
| Gespeeld    | Winst       | Gelijk      | Verlies     | Voor       | Tegen      | Saldo      | Punten |
| ----------- | ----------- | ----------- | ----------- | ---------- | ---------- | ---------- | ------ |
| 2           | 0           | 0           | 2           | 1          | 6          | –5         | 0.000  |

## Interlands
|                                                          |                                                                                         |       |                |                                                                                |
| 15 november Baltic Cup Officieus duel «onderlinge duels» | Litouwen                                                                                | 4 – 1 | Estland        | Žalgirisstadion, Klaipėda Toeschouwers: 200 Scheidsrechter: Roman Lajuks (LAT) |
| 15 november Baltic Cup Officieus duel «onderlinge duels» | Stanislovas Vitkovskis 17' Tomas Ramelis 34' Valdas Urbonas 54' Darius Madgisauskas 69' |       | 14' Urmas Kirs | Žalgirisstadion, Klaipėda Toeschouwers: 200 Scheidsrechter: Roman Lajuks (LAT) |

|                                                          |         |                                          |         |                                                                                  |
| 16 november Baltic Cup Officieus duel «onderlinge duels» | Estland | 0 – 2                                    | Letland | Žalgirisstadion, Klaipėda Toeschouwers: 200 Scheidsrechter: Gintaras Dilda (LTU) |
| 16 november Baltic Cup Officieus duel «onderlinge duels» |         | 42' Dzintaras Sprogis 79' Igors Troickis |         | Žalgirisstadion, Klaipėda Toeschouwers: 200 Scheidsrechter: Gintaras Dilda (LTU) |

## Statistieken
| Mart Poom        | 1972-02-03 | FC Flora Tallinn    | 2 | 0 | 0 | — | — |
| Verdediging      |            |                     |   |   |   |   |   |
| Igor Prins       | 1966-10-21 | FC Flora Tallinn    | 2 | 0 | 0 | — | — |
| Jaanus Veensalu  | 1964-07-29 | FC Flora Tallinn    | 2 | 0 | 0 | — | — |
| Marek Lemsalu    | 1972-11-24 | FC Flora Tallinn    | 2 | 0 | 0 | — | — |
| Priit Reiska     | 1970-01-03 | FC Flora Tallinn    | 2 | 0 | 0 | — | — |
| Urmas Liivamaa   | 1968-08-24 | FC Norma Tallinn    | 1 | 0 | 0 | — | — |
| Middenveld       |            |                     |   |   |   |   |   |
| Toomas Kallaste  | 1971-02-23 | FC Flora Tallinn    | 2 | 0 | 0 | — | — |
| Indro Olumets    | 1971-04-10 | FC Flora Tallinn    | 2 | 0 | 0 | — | — |
| Aleksei Semyonov | ????-??-?? | FC Norma Tallinn    | 2 | 0 | 0 | — | — |
| Meelis Lindmaa   | 1970-10-14 | FC Flora Tallinn    | 2 | 0 | 0 | — | — |
| Marko Kristal    | 1973-06-02 | FC Flora Tallinn    | 2 | 0 | 0 | — | — |
| E Laanmao        | ????-??-?? | FC Flora Tallinn    | 2 | 0 | 0 | — | — |
| Aanval           |            |                     |   |   |   |   |   |
| Urmas Kirs       | 1966-11-05 | JK Tulevik Viljandi | 2 | 0 | 0 | — | — |
| Lembit Rajala    | 1970-12-01 | FC Flora Tallinn    | 2 | 0 | 0 | — | — |

EJL · A-internationals · Bondscoaches · Statistieken · Estisch vrouwenelftal · Olympisch elftal · Estland U21 · Estland U20 · Estland U19 · Estland U18 · Estland U17 · Estland U16
1920 – 1929 ·
1930 – 1939 ·
1940 – 1949 ·
1950 – 1990 · 
1991 – 1999 ·
2000 – 2009 ·
2010 – 2019 ·
2020 − 2029
OS 1924
1920 ·
1921 ·
1922 ·
1923 ·
1924 ·
1925 ·
1926 ·
1927 ·
1928 ·
1929 · 
1930 · 
1931 · 
1932 · 
1933 · 
1934 · 
1935 · 
1936 · 
1937 · 
1938 · 
1939 · 
1940 · 
1941 · 
1942 · 
1943 · 1944 · 
1945 · 
1946 · 
1947 · 
1948 · 
1949 · 
1950 – 1990 · 
1991 · 
1992 · 
1993 · 
1994 · 
1995 · 
1996 · 
1997 · 
1998 · 
1999 · 
2000 · 
2001 · 
2002 · 
2003 · 
2004 · 
2005 · 
2006 · 
2007 · 
2008 · 
2009 · 
2010 · 
2011 · 
2012 · 
2013 · 
2014 · 
2015 · 
2016 ·
2017 ·
2018 ·
2019 ·
2020
Albanië ·
Andorra ·
Angola ·
Antigua en Barbuda ·
Argentinië ·
Armenië ·
Azerbeidzjan ·
België ·
Bosnië-Herzegovina ·
Brazilië ·
Bulgarije ·
Canada ·
Chili ·
China ·
Cyprus ·
Denemarken ·
Duitsland ·
Ecuador ·
Egypte ·
El Salvador ·
Engeland ·
Equatoriaal-Guinea ·
Faeröer ·
Fiji ·
Filipijnen ·
Finland ·
Frankrijk ·
Georgië · 
Gibraltar ·
Griekenland ·
Hongarije ·
Hongkong ·
Ierland ·
IJsland ·
Indonesië ·
Irak ·
Israël ·
Italië ·
Jordanië ·
Kazachstan ·
Kirgizië ·
Kroatië ·
Letland ·
Libanon ·
Liechtenstein ·
Litouwen ·
Luxemburg ·
Malta ·
Marokko ·
Mexico ·
Moldavië ·
Montenegro ·
Nederland ·
Nieuw-Caledonië ·
Nieuw-Zeeland ·
Noord-Ierland ·
Noord-Macedonië ·
Noorwegen ·
Oekraïne ·
Oezbekistan ·
Oman ·
Oostenrijk ·
Polen ·
Portugal ·
Qatar ·
Roemenië ·
Rusland ·
Saint Kitts en Nevis ·
San Marino ·
Saoedi-Arabië ·
Schotland ·
Servië ·
Slovenië ·
Slowakije · 
Spanje ·
Tadzjikistan ·
Thailand ·
Trinidad en Tobago ·
Tsjechië ·
Turkije ·
Turkmenistan ·
Uruguay ·
Vanuatu ·
Venezuela ·
Verenigde Arabische Emiraten ·
Verenigde Staten ·
Vietnam ·
Wales ·
Wit-Rusland ·
Zweden ·
Zwitserland